# Tylko dla orłów (singel Budki Suflera)
Tylko dla orłów - singel Budki Suflera, który miał swoją premierę 20 września 2013 roku w Radiu Lublin w programie XIII muza. Jest zapowiedzią płyty na 40-lecie zespołu, które przypada na 2014 rok. Autorem tekstu jest Andrzej Mogielnicki, a kompozytorem Romuald Lipko.

## Skład
- Krzysztof Cugowski – śpiew
- Łukasz Pilch – gitara
- Mirosław Stępień – gitara basowa
- Romuald Lipko – instrumenty klawiszowe
- Tomasz Zeliszewski – perkusja
- Tatiana Rupik - chórki
- Małgorzata Orczyk - chórki